# Broumov (nádraží)
Broumov je železniční stanice nacházející se ve stejnojmenném městě na adrese Nádražní 100, na železniční trať Meziměstí – Ścinawka Średnia v Královéhradeckém kraji. Úsek z Broumova do Otovic není od roku 2005 obsluhován.
Nádražní budova je majetkem státu.

## Historie

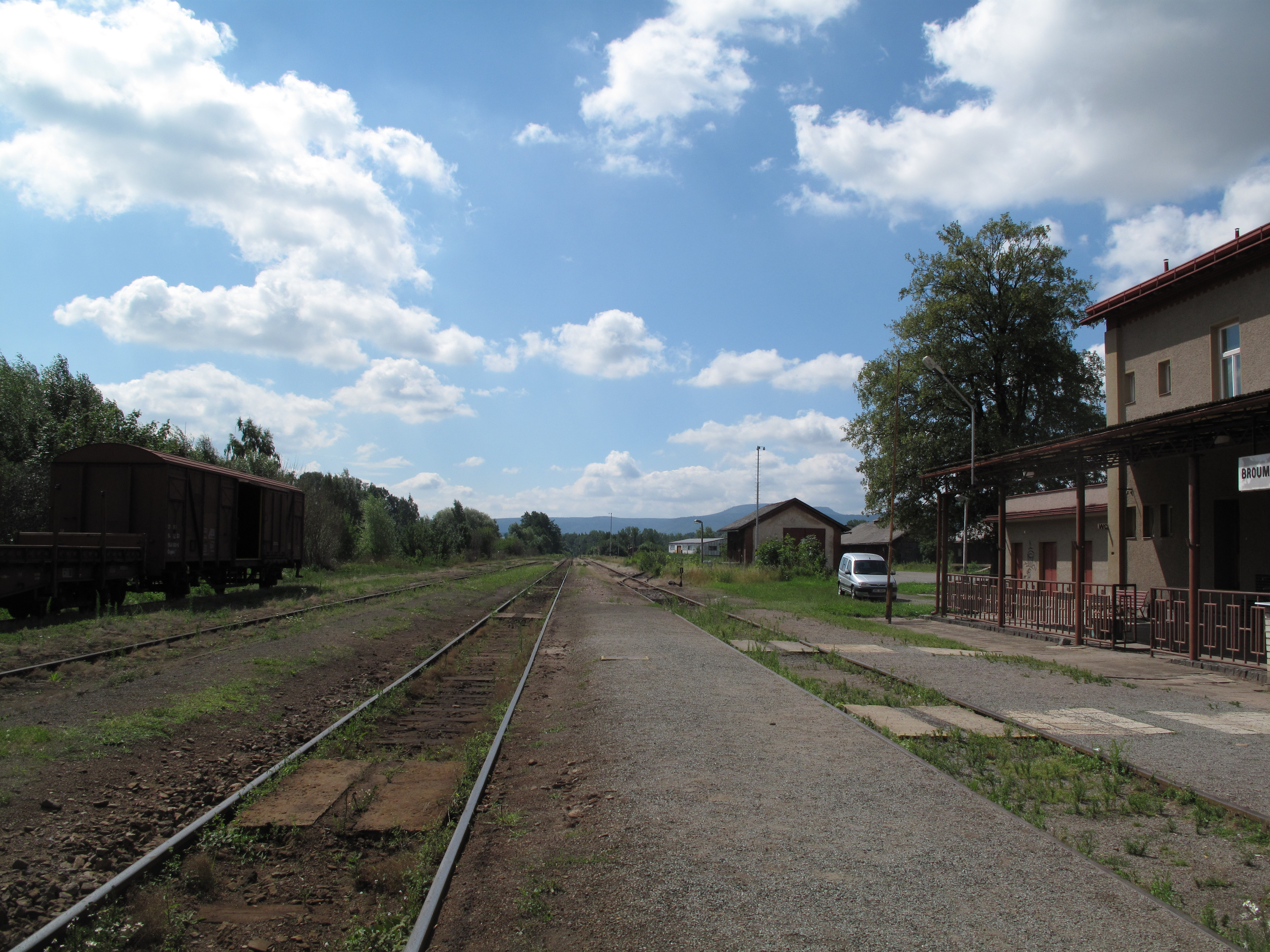
Pohled na úsek trati směřující do Otovic

Nynější železniční stanice v Broumově byla otevřena dne 25. července roku 1875 a to v souvislosti se slavnostním otevřením choceňsko-broumovské dráhy spojující Choceň a Broumov. O den později vstoupil v platnost první jízdní řád. Co se důležitosti týče, byla zařazena do třetí třídy, kupříkladu železniční stanice v Meziměstí spadala do první třídy. Ve své době byla obsluhována dvěma páry osobních vlaků a jedním nákladním. Soupravy osobních vlaků v té době tvořily 4 čtyřnápravové vozy, takzvané „amerikány“, jež byly spřaženy s parní lokomotivou.
26. července 1876 byla zahájena doprava z Meziměstí ke státní hranici v Otovicích. Mezinárodní doprava do Střední Stěnavy (německý název Mittelsteine) byla zahájena až 5. dubna roku 1889. Podle tehdejšího jízdního řádu z roku 1900 byla stanice obsluhována několika páry osobních vlaků. Původním vlastníkem dráhy a tedy i broumovského nádraží byla společnost StEG. V roce 1908 byla privátní železniční společnost StEG zestátněna Rakouskými státními drahami (kkStB). Po první světové válce, zániku Rakouska-Uherska převzaly provoz na trati Československé státní dráhy (ČSD).
V roce 1938 byl vyhlášen válečný jízdní řád, kdy se veškerá doprava na železnici přizpůsobila vojenské přepravě, v témže roce byla železniční stanice v Meziměstí evakuována. Po zabrání příhraničí Německem, respektive rozdělení dráhy mezi státy Protektorát Čechy a Morava a Německo, se hraniční přechodovou stanicí, respektive konečnou stanicí stal Maršov nad Metují. 21. května 1945 přijel do Maršova nad Metují, tehdy konečné železniční stanice obsazovací vlak, který pokračoval přes Meziměstí do Broumova. Tento vlak byl doprovázen pancéřovým vlakem „Orlík“, avšak v pamětní knize města Broumova je vlak označován jménem „Maršál Stalin“.
Doprava na choceňsko-broumovské dráze byla obnovena dne 22. května roku 1945.
Choceňsko-broumovská dráha byla dříve prodloužena do Střední Stěnavy (polský název Ścinawka Średnia, německý název Mittelsteine) s připojením do Nowé Rudy. Po druhé světové válce v roce 1946 Poláci vytrhali koleje na území Polska v délce 80 m od státní hranice k Tłumaczówu (německý název Tuntschendorf) s tím, že se jedná u výluku. V té době se totiž všude hovořilo o navrácení Kladského území českým zemím. Dalším důvodem přerušení trati bylo, že obrněný vlak „Maršál Stalin“ 22. května 1945 přejel státní hranici a dojel až do Střední Stěnavy, odkud byl vykázán ozbrojenou stráží místního nádraží. Tento střet způsobil výrazné napětí na poli diplomacie. Poslední důvod pak byl, že si polská strana nepřála, aby přes její území probíhal odsun sudetských Němců z Broumovska. Téhož roku byly koleje znovu položeny, avšak provoz obnoven nebyl.
V roce 1946 začal na trase Praha – Broumov jezdit nový pár motorových rychlíků s motorovými vozy řady M 274.0. V letech 1962 až 1963 jezdil tentýž rychlík s motorovými vozy řady M 262.0. Od grafikonu 1970/71 pak s motorovými vozy řady M 296.2. Tyto rychlíky byly směrovány z Hradce Králové přes Týniště nad Orlicí.

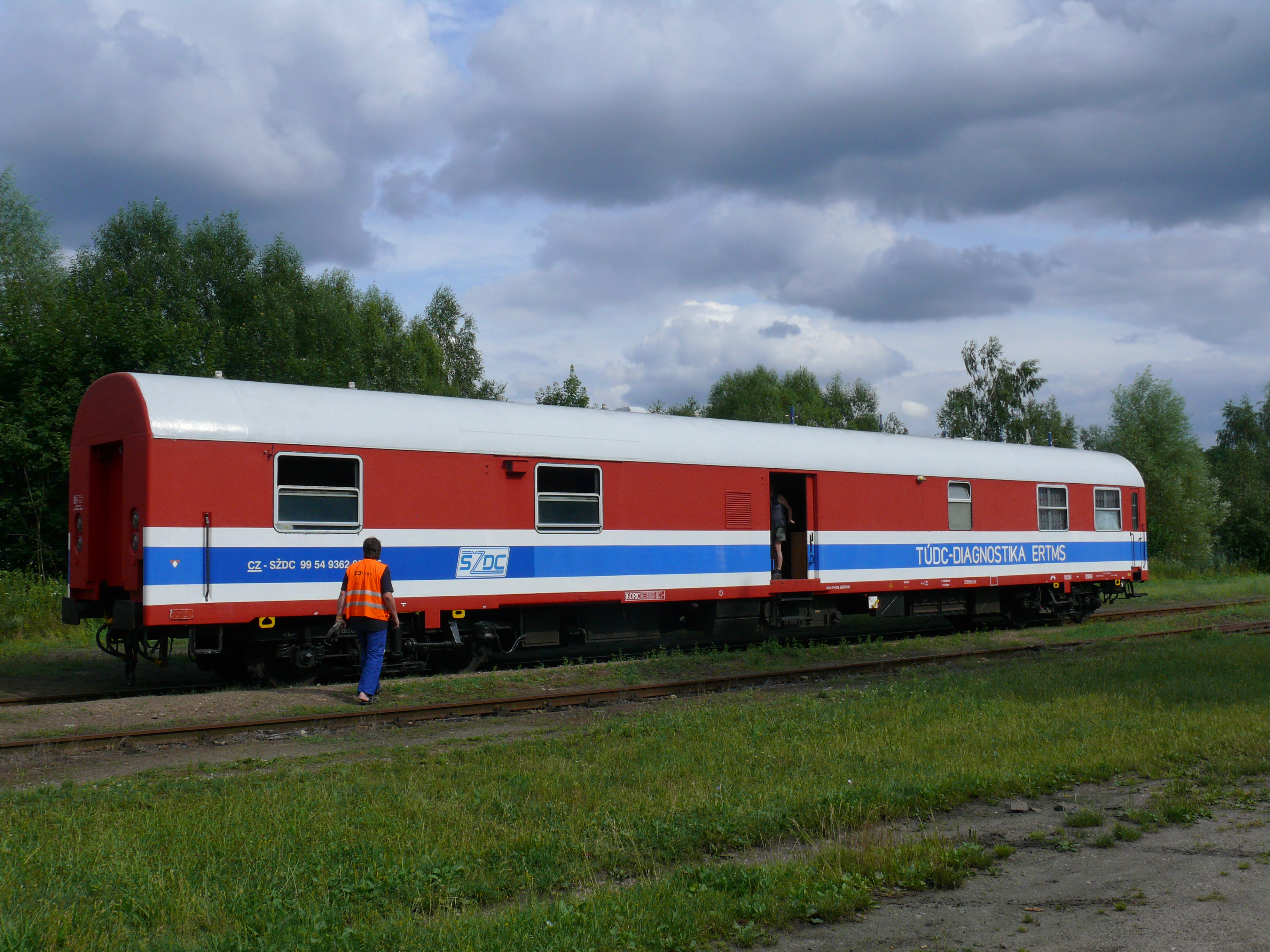
Měřicí vlak TÚDC s měřícím vozem ERTMS v roce 2014

V průběhu času byly koleje směrem do Polska, Střední Stěnavy (polský název Ścinawka Średnia, německý název Mittelsteine) zcela sneseny, vlaky končily v otovické zastávce. Mimo jiné, železniční stanice ve Střední Stěnavě je dodnes v provozu. Obsluhuje regionální spoje železničního dopravce Koleje Dolnośląskie, směřující do Kladska a Valbřichu.

## Popis stanice
Železniční stanice v Broumově je stanicí smíšenou, dle povahy práce. Leží na jednokolejné neelektrifikované trati spojující Meziměstí s Broumovem. Od 11. prosince 2005 končí osobní vlaky v Broumově, do Otovic již žádné vlaky nejezdí. Na přelomu roku 2010 a 2011 se mluvilo o obnově železničního spojení mezi Broumovem a Tłumaczówem kvůli přepravě štěrku z Polska.
Vchod a východ pro cestující je vedle nádražní budovy, příchod k osobní pokladně z perónu vestibulem. Stanice má tři zvýšená, nezastřešená nástupiště sypaná drtí a to u dopravních kolejí:
- č. 2 (vjezdová a odjezdová pro všechny vlaky) – délka nástupiště 80 m, délka koleje 530 m
- č. 1 (hlavní vjezdová a odjezdová pro všechny vlaky) – délka nástupiště 170 m, délka koleje 460 m
- č. 3 (vjezdová a odjezdová pro všechny vlaky) – délka nástupiště 170 m, délka koleje 414 m.[4]

Přechody pro cestující a přejezdy v úrovni kolejí pro invalidní vozíky jsou umístěny proti nádražní budově. Přístup na nástupiště není bezbariérový.
Součástí stanice je také dopravní kolej č. 5 (vjezdová a odjezdová pro všechny vlaky, bez nástupiště) s délkou 414 m, dále pak manipulační koleje:
- č. 4 (nakládková a vykládková kolej) – délka 262 m
- č. 4a (nakládková a vykládková kolej) – délka 55 m, opatřená zarážedlem
- č. 6 (nakládková a vykládková kolej) – délka 84 m, opatřená zarážedlem,
- č. 8 (nakládková a vykládková kolej) – délka 343 m, opatřená zarážedlem.[4]

Vlečka do podniku VEBA odbočuje z dopravní koleje č. 2. Slouží nákladní dopravě, zejména přepravcům jakými jsou: Diakonie, Uhelné sklady, VEBA, Lesní společnost, STEF Recycling.
Mimo jiné se v Broumově nachází i železniční zastávka Broumov-Olivětín a to mezi stanicemi Meziměstí a Broumov, která je vzdálená 3 km od stanice Broumov. V železniční stanici jsou poskytovány cestujícím služby: vnitrostátní pokladní přepážka, platba v eurech, bariérové WC, čekárna pro cestující. V blízkosti stanice se také nachází autobusové nádraží.[zdroj?]
V současné době stanici obsluhují regionální spoje směřující do měst: Meziměstí, Teplice nad Metují, Hronov, Náchod, Nové Město nad Metují, Týniště nad Orlicí, Letohrad, Jaroměř, Hradec Králové.[zdroj?]

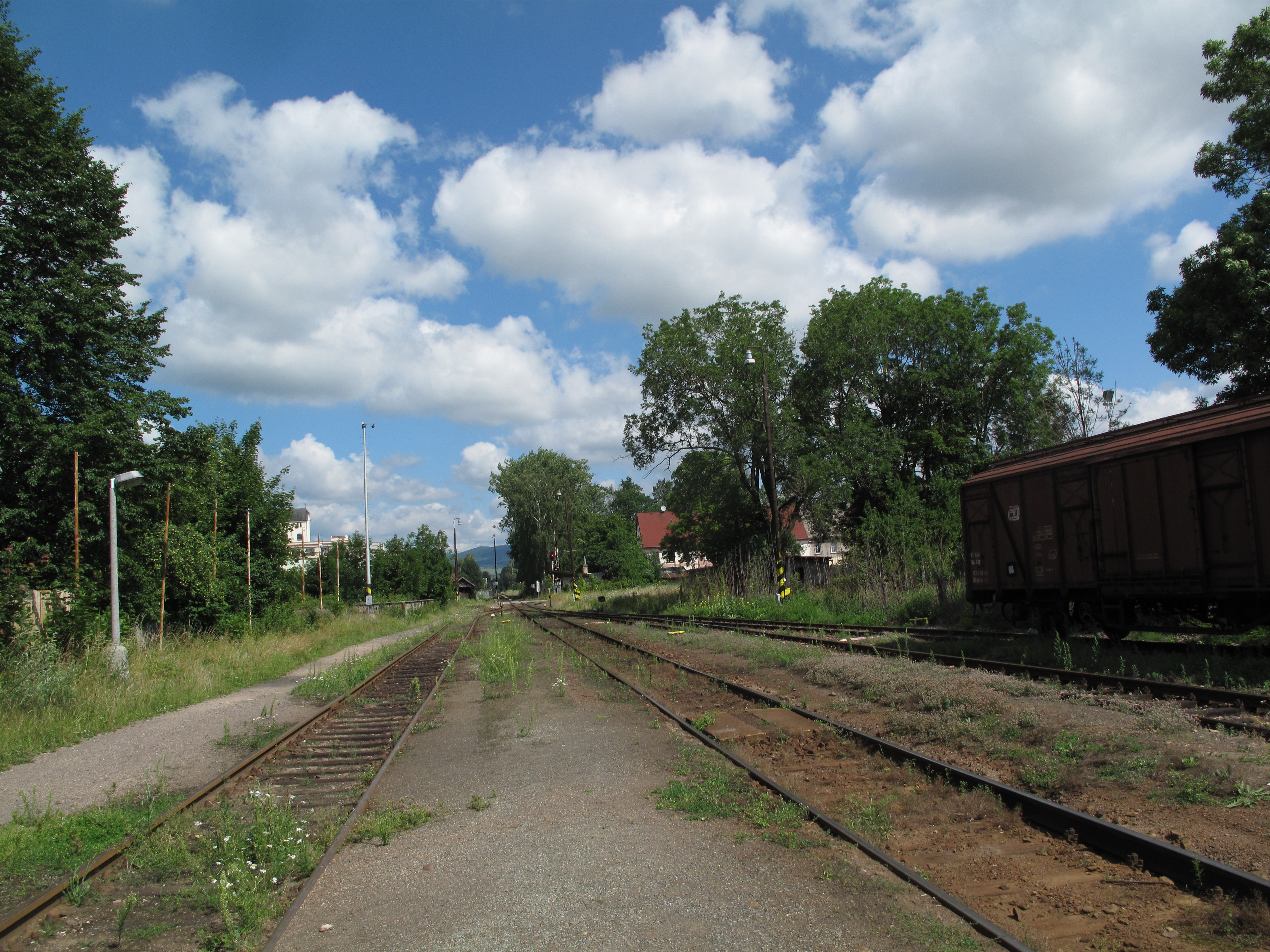
Stanice Broumov, pohled směrem k Meziměstí

### Zabezpečovací zařízení
Stanice má dvě zhlaví, na nichž jsou umístěna stavědla St I a St II, staniční zabezpečovací zařízení 2. kategorie (TEST 10). Vjezdová i odjezdová návěstidla jsou závislá na poloze výhybek, které jsou přestavovány ručně. Elektromagnetické zámky jsou součástí zabezpečovacího zařízení TEST 10. V přilehlých mezistaničních úsecích na trati Broumov – Meziměstí je telefonický způsob dorozumívání.